# リッポン駅
リッポン駅（リッポンえき、英語: Rippon Station）は、アメリカ合衆国バージニア州プリンスウィリアム郡にあるバージニア急行鉄道（VRE）のフレデリックスバーグ線の駅。676台の無料のパーキングがある。無人駅だが自動販売機で切符を買える、でも現金は遣えない。バリアフリーである。